# Henry Eccles
Henry Eccles (1670-1742) fue un violinista virtuoso y compositor inglés.

## Biografía
Henry Eccles nació en el año 1670 Londres Inglaterra en el seno de una familia de músicos y fue el segundo hijo de Solomon Eccles. Su hermano John también era músico. Era ya un respetado compositor en Londres cuando Händel aparece en la historia. Se desempeñó como miembro de la música real en la corte del rey Guillermo III y la reina María II de Inglaterra, posteriormente tendría el mismo cargo en la corte de la reina Ana, (sucesora de Guillermo y María) hasta 1710. En este mismo año, partió hacia París y adquirió el cargo de músico de la banda del rey Luis XIV. Allí publicó entre 1720 y 1732 dos libros de sonatas, en total 24 para violín y clavecín entre las que se encuentra la Sonata en sol menor transcrita para diversos instrumentos de todas las familias.